# Galleria Cavour
Galleria Cavour è una galleria commerciale nel centro storico di Bologna, dove sono concentrati alcuni fra i negozi di lusso e alta moda più prestigiosi a livello mondiale. Vi si accede da quattro ingressi: Via Luigi Carlo Farini, Via Giovanni Massei, Via Pier Gabriele Goidanich e Via de' Foscherari.

## Storia
La galleria sorge sotto quello che un tempo era il palazzo della famiglia Vassè Pietramellara.
Le prime notizie sull'acquisto delle prime porzioni dell'edificio da parte dei Vassè Pietramellara risalgono al 1513. Nel 1624 quello che era il vicolo Bocca di Ragno (cioè, l'attuale area della galleria) era stato chiuso con un portone di legno. In questi anni, Gabriele Brunelli eseguì su pietra arenaria quattro immagini allegoriche raffiguranti la Giustizia, la Fortezza, l'Abbandono e l'Onore, poste ai lati del portale.
Nel 1791 la marchesa Angiola Zambeccari, vedova Pietramellara, decise di far costruire un nuovo portico e una nuova facciata dell'edificio all'ingresso di via Borgo Salamo (l'attuale Via Luigi Carlo Farini), per dare maggior prestigio alla proprietà, ma l'opera restò incompleta.
L'attuale assetto dei palazzi e della galleria risale al secondo dopoguerra, quando questi edifici dovettero essere quasi completamente ricostruiti. Nel 1962 venne tolta la dicitura di vicolo Bocca di Ragno e la galleria venne intitolata a Cavour, prendendo spunto dalla piazza antistante. I lavori di ricostruzione partirono dal Palazzo Sassoli de' Bianchi (già Vassè Pietramellara), al numero 14 di Via Luigi Carlo Farini e furono affidati a Giorgio Pizzighini e Luigi Vignali.
Fra le prime attività ad aprire vi fu il Caffè Viscardi, rinomato bar della Bologna bene, mentre ai piani superiori si insediarono numerosi uffici.
Col tempo, la galleria è divenuta sede di prestigiose boutique del prêt-à-porter internazionale e teatro di manifestazioni ed eventi di carattere culturale, artistico, commerciale e sociale, coordinati dal Consorzio Galleria Cavour.
Nel 2018 apre all'interno della galleria l'Emporio Armani Caffè e Ristorante.

## Caratteristiche
Galleria Cavour, chiusa al traffico, si trova nel distretto commerciale del Quadrilatero, nel centro storico di Bologna. È un punto di riferimento dello shopping esclusivo e, insieme a Via Farini, al Pavaglione, a via D'Azeglio pedonale e alle strade limitrofe, costituisce uno dei principali centri del commercio di alta moda in Italia, ospitando boutique di grandi firme come Versace, Yves Saint-Laurent, Louis Vuitton, Gucci, Prada, Miu Miu, Michael Kors, Bottega Veneta, Burberry, Emporio Armani, BVLGARI, Tiffany & Co., Moncler, Borbonese, Elisabetta Franchi ecc.
I negozi della galleria sono fra i più richiesti e fra i più cari d'Italia: un'indagine del 2000 de la Repubblica ha piazzato i locali di Galleria Cavour al quarto posto fra i più cari della nazione, preceduti solo da via Monte Napoleone e via della Spiga a Milano e da via dei Condotti a Roma.
Nel 2009, in piena crisi economica, gli incassi delle boutique di Galleria Cavour non hanno subìto particolari flessioni, diversamente da quanto accaduto in altre strade dello shopping internazionale. Lo shopping felsineo, a differenza di quello milanese o fiorentino, non ha infatti risentito del calo dei turisti, e le nuove aperture, sostenute nell'ultimo periodo da diverse manifestazioni, hanno convogliato moltissime presenze (in media, circa 500 al giorno, con picchi anche di 2000 visitatori).